# عقد الدرر (كتاب)
عِقْدِ اَلدُّرَرِ في بقر بطن عمر أو عِقْدِ اَلدُّرَرِ في إدخال السرور على بنت سيد البشر هو كتاب من تأليف ياسين بن أحمد الصوَّاف، أحد علماء الشيعة الإثني عشريَّة، وقد ظلَّت مخطوطات الكتاب حبيسة في الخزائن لقرون كما صرَّح محمود الغريفي محقق الكتاب في مقدِّمته على الكتاب إذ قال: «مضى عليها ما يزيد عن ثلاثة قرون، مودعة في خزائن التراث لا تجد من يرعاها إلا من اطلَّع عليها».

## الاختلاف في تحديد المؤلف
- نُسبت هذه الرسالة إلى ليث بن أحكد المشهور بابن الوزير في التراث العربي.
- ذكر آغا بزرگ الطهراني هذه الرسالة، وصرَّح بعدم معرفته بمؤلِّفها، ولكنَّه احتمل كونها لحسن بن سليمان الحلِّي، فقال: «لا أعرف مؤلفه» ثمَّ بعد أن شرح موضوع الكتاب ومحتواه علَّق بقوله «من المحتمل كون عقد الدرر للشيخ حسن المذكور».[2]

- أكَّد محمود الغريفي وجزم بأنَّ هذه الرسالة لياسين بن أحمد الصوَّاف، وعلَّق على ما ذهب إليه صاحب التراث العربي والطهراني بقوله: «لم تكن القصيدة في النسختين التي اطلَّع عليهما صاحب التراث العربي وكذلك صاحب الذريعة، لذا احتملا لها هذه الأسماء»، ثمَّ قال أنَّ القول بنسبتها للصوَّاف: «يستند إلى دليل معتبر وهو تصريح الرسالة باسمه في قصيدة الكتاب».[3]